# Wesselényi Miklós (politikus, 1796–1850)
Ifjabb báró hadadi Wesselényi Miklós (Zsibó, 1796. december 30. – Pest, 1850. április 21.) az országgyűlési főrendiház vezére, a Magyar Tudományos Akadémia igazgatósági és tiszteleti tagja, az 1838-as pesti árvíz „árvízi hajósa”. Wesselényi Miklós 1796-ban született főnemesi családban az erdélyi Zsibón. Édesapja, „a zsibói bölény” ugyancsak ellenzéki nézeteket vallott, és büszke volt fiára, aki gyors felfogású, eleven észjárású gyermek volt, és örökölte apja erős testalkatát is. Kiválóan lovagolt, kitartó úszó volt. Édesapját 13 évesen elveszítette. Öt évvel később a 18 éves Wesselényi útra kelt a nevelőjével, hogy megnézze Bécset. Visszatérőben meglátogatták a kor kiemelkedő férfijait, Keszthelyen a Georgikon alapítóját, Festetics Györgyöt, Niklán Berzsenyi Dánielt, Sümegen Kisfaludy Sándort, Széphalmon Kazinczy Ferencet. Szoros barátságot kötött Széchenyi Istvánnal, és 1821–1822-ben együtt tettek meg egy nyugat-európai tanulmányutat.

## Élete
Szülei id. báró hadadi Wesselényi Miklós (1750–1809) közép-szolnoki főispán és nagyajtai Cserey Heléna (1754–1830) voltak. Apai nagyszülei báró hadadi Wesselényi István (1708–1757) és báró vargyasi Daniel Polixénia (1720–1775) voltak. Örökölte édesapja erős testalkatát, amelyet rendszeres lovaglással, sportolással tovább erősített. Tanulmányait otthon végezte, házitanítói Tőkés János és ifjabb Pataki Mózes voltak. Közpályáját 1818-ban kezdte a vármegyegyűléseken.
1821–22-ben Széchenyi István társaságában hosszabb utazást tett Franciaországban és Angliában. Visszatértük után az országgyűlési főrendű ellenzék vezérei lettek.

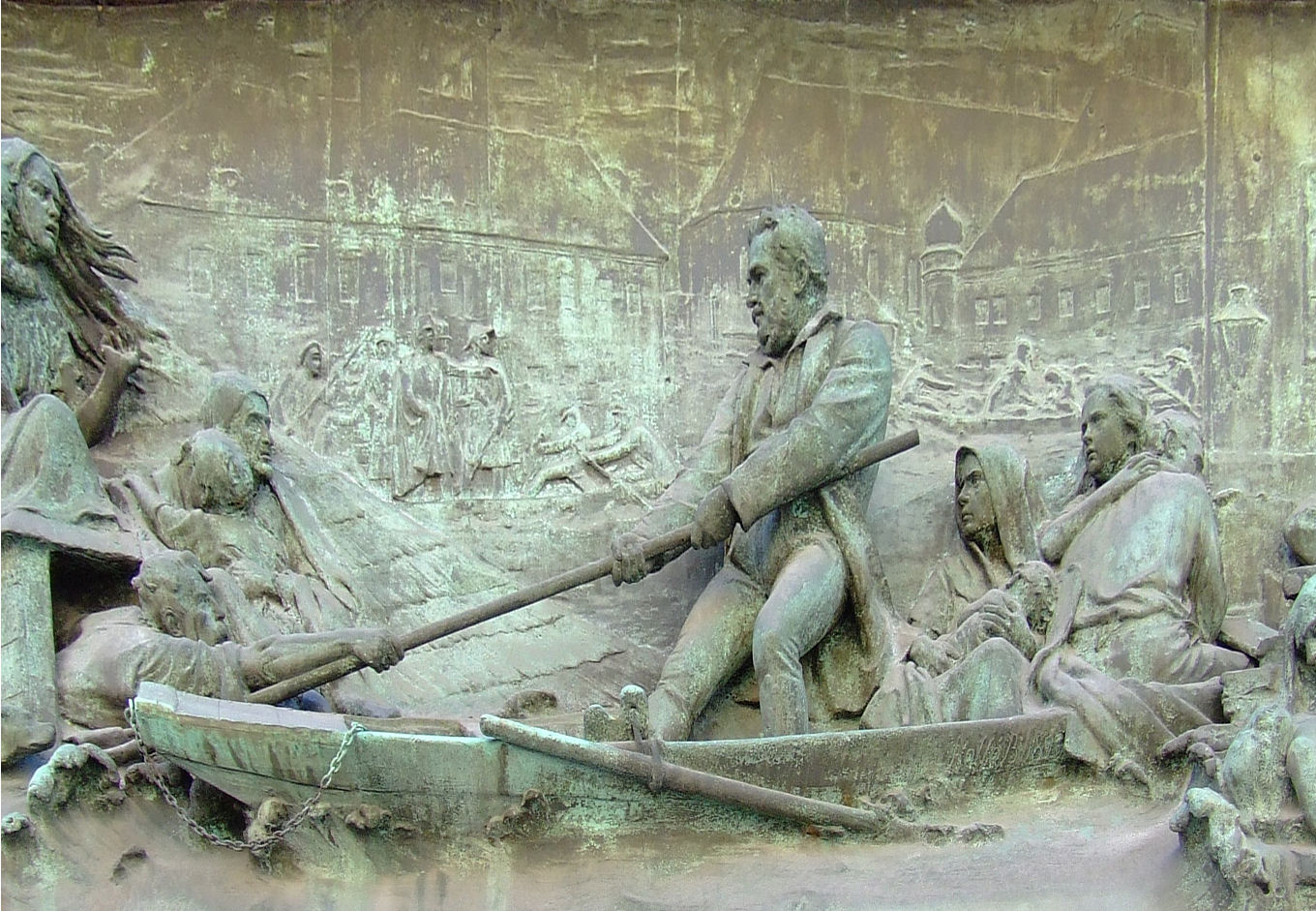
A Wesselényi-dombormű a pesti ferences templom északi falán. Holló Barnabás alkotása (1900)

Az 1825-ben hosszú szünet után ismét összehívott országgyűlésen – nem lévén magyarországi birtoka – csak „hallgató” lehetett. Annál tevékenyebb volt azonban más téren: részt vett a Kaszinó megalapításában, javaslatot tett magyar színház felállítására, és létrehozta az első vívókört (Kolozsvári Viadal Iskola, 1824). 1831-ben az Akadémia tiszteleti taggá választotta. Miután Szatmárban birtokhoz jutott, az 1830-as pozsonyi diétán már a felsőtábla tagjaként, a reformmozgalom elismert vezetőjeként tündökölt.
Előtérbe kerülését Széchenyi is pártolta, mert úgy vélte: a „hatalmas, méltóságos, királyi tekintetű magyar” alkalmasabb nála erre a szerepre. Wesselényit felszólalásai, 1831-ben írott, de csak két évvel később, külföldön megjelent Balítéletekről című műve az udvar, a jottányi változtatást sem engedő Metternich kancellár célpontjává tették.
Birtokát képező falvaiban, példát mutatva, elengedte a robotot és a dézsma nagy részét. Ebben Jósika Miklós, Újfalvi Sándor és mások is követték őt. Elsőként szabadította fel parasztjait a jobbágyság alól, saját költségén taníttatta őket, tanfolyamokat tartott nekik a korszerű földművelésről, állattenyésztésről. 
1835 elején előbb az erdélyi, majd a magyarországi királyi tábla is perbe fogta – előbbi az 1835–36-os erdélyi országgyűlés üléseiről készített naplónak a cenzúrát megkerülő nyomtatása és terjesztése miatt, utóbbi az 1834. decemberi nagykárolyi megyegyűlésen elmondott beszéde miatt, melyben igen élesen bírálta a kormányzatot az úrbéri reformok elbuktatásáért (jóllehet felségsértőnek tekintett kifejezés tényleges elhangzását sohasem sikerült bizonyítani). A perben Kölcsey Ferenc volt a védője. 
Az 1838-as pesti árvízből csónakján életeket mentett, ezért „az árvízi hajós” nevet kapta. A perben három év börtönbüntetésre ítélték, amelyet a budai várban kezdte letölteni. Két hónap után engedélyezték, hogy – rendőri felügyelet alatt – súlyosbodó szembaja gyógykezelésére az ismert morvaországi gyógyhelyre, Gräfenbergbe utazzék. Innen 1843-ban tért haza, és 1848-ig Zsibón élt mint Kolozs vármegye alispánja. 1848-ban vakon és betegen jelentős része volt abban, hogy a kolozsvári országgyűlés is kimondta Erdély unióját Magyarországgal. Ezzel a magyar országgyűlésnek is tagja lett, de már 1848 szeptemberében családjával Gräfenbergbe menekült, mert a forradalom nehézségeinek felismerése után elvesztette hitét az ellenállás sikerében. Döntését testi rokkantsága is indokolta.
A Magyar Tudományos Akadémia 1830. november 17-én az igazgatótanács tagjává és 1831. február 15-én vidéki tiszteleti taggá választotta; a zilahi gimnázium főgondnoka és több vármegye táblabírája volt. Érdemei vannak a kisdedóvás elterjesztése, a selyemhernyó-tenyésztés meghonosítása és a földművelés, állattenyésztés körül.
Zsibóról hazatérőben tüdőgyulladást kapott, és 1850. április 21-én Pesten meghalt. Holttestét koporsóba tették, és amíg a hazaszállítását meg tudták szervezni, rövid időre a Kálvin téri református templom kriptájában helyezték el.

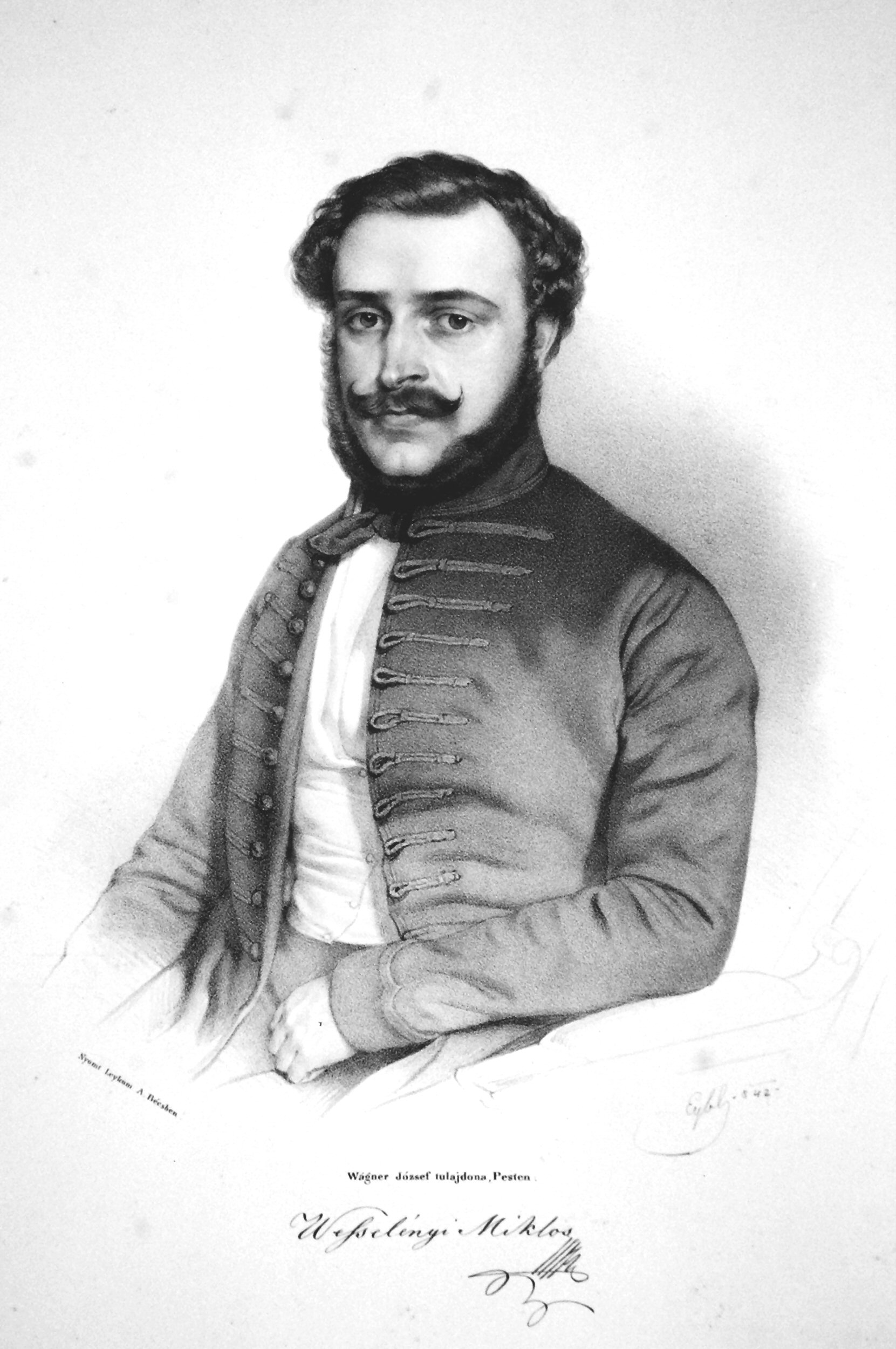
Franz Eybl festménye (1842)

### Házassága és gyermekei
Felesége, Lux Anna (Freiwaldau, 1827 – Zsibó, 1865. június 19.), akivel 1845. november 20-án Zsibón kötött házasságot, élete végéig ápolta. Házasságukból született:
- báró Wesselényi Miklós (Zsibó, 1845. december 13. – Kolozsvár, 1916. július 2.), Szilágy vármegye főispánja, földbirtokos. Felesége, báró losonci Bánffy Ágnes
- báró Wesselényi Béla (Zsibó, 1847. március 11. – Alsózsuk, 1904. október 20.). Felesége Francesca d’Aubin
- báró Wesselényi Ilona (Pest, 1850. május 26. – Pest, 1850. május 26.)[10] Utószülött gyermek.

## Testi adottságai, jellemrajza, magánélete
Wesselényi magas, nagy erejű férfi volt, hatalmas mellkassal, erős, izmos combokkal és karokkal. A kor emberétől eltérő módon kiválóan úszott, átúszta a Balatont, máskor „úri barátainak tréfájára úszás közben meg is borotválkozott a Balatonon”. Bár rendszeresen mozgott, lovagolt, sportolt, végzett fizikai munkát – olykor beállt béresei mellé kaszálni –, mégis már húszas éveiben hízásnak indult. 1822-ben Széchenyivel közös angliai útjuk során 96 kg-ot nyomott. Évek múlva, politikai eltávolodásuk után Széchenyi volt, hogy naplójában csak „a Kövér”-ként említi.
Wesselényi korának egyik legnagyobb nőfalója volt, hatalmas szexuális étvággyal és teljesítőképességgel. Kolozsváron található eredeti naplója szerint volt, hogy több mint 10 lánnyal tartott egyidejűleg kapcsolatot, és gyakran egy nap többükkel is hált. Kapcsolatai között – a kor patriarchális viszonyai közt elfogadott módon – uradalmi jobbágylányok, asszonyok voltak elsősorban, akiket jobbágyaihoz hasonlóan sok mindenben segített is. Pesten és Pozsonyban bordélyokba járt, illetve alkalmi kalandjai közt „az egyszerű boltoslánytól a grófnéig” számtalan hölgy megtalálható volt. Tartott a nemi betegségektől, gyakorta szenvedett is a kankótól (gonorrhoea), és a szifiliszt is megkapta. Különböző jobbágylányoktól számos – egyik barátja szerint 13 – törvénytelen gyermeke volt, közülük többen fiatalon meghaltak; végrendeletében négy gyermekére hagyott nagyobb összeget. Két, Pesten élő lányát rendszeresen látogatta, anyagilag támogatta, barátai előtt vállalta őket. Wesselényi 49 évesen, már nagybetegen feleségül vette az ápolónőként és szobalányként nála dolgozó Lux Annát, aki az esküvő idején nyolc hónapos terhes volt. A házasságkötésre feltehetően a születendő gyermek törvényesítése végett került sor. Két gyermekük született.

## Művei

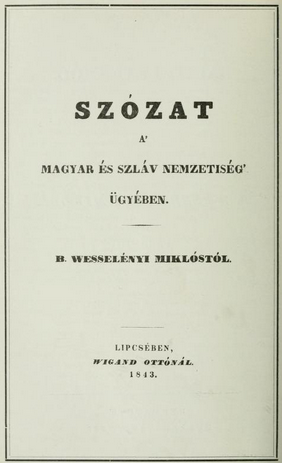
„Szózat…” c. munkájának címlapja (1843)

Cikkei a politikai lapokban; országgyűlési beszédei a naplókban jelentek meg:
- Nyilatkozata a magyar ellenzékről s ehhez saját viszonyáról (Erdélyi Hiradó 1846. 140.)
- Az urbárium és örökváltság tárgyábani nézetei (Erdélyi Hiradó, 201–204.)
- Szabad-e még most is az annyira drága gabonából pálinkát főzni? (Erdélyi Hiradó, 1847. 225. sz.)
- Naplója az 1838-as pesti árvízről (Vasárnapi Ujság 1888. 41. és következő számai) ) „Az árvizi hajós” naplója. Magyar irodalmi ritkaságok (40.). Egyetemi Nyomda, Budapest. 1938
- A régi híres ménesek egyike (zsibói) megszünésének okairól (Pest, 1829)
- Balítéletekről. Írta… 1831-ben. Nyomatott Bukarestben, 1833 (illetőleg Lipcsében)
- Szózat a magyar és szláv nemzetiség ügyében. Lipcse, 1843 (Nyom. Hálában. Németre ford. 1844)
- Teendők a lótenyésztés körül (Kolozsvár, 1847)
- Beszéd az 1834. országgyűlésen Kolozsvárott, midőn a polgárokat az utcán katonák támadták meg. Kula, év n. (Balogh János beszédével együtt)
- Wesselényi Miklós útinaplója. 1821–1822; Concordia Ny., Cluj-Kolozsvár, 1925
- Báró Wesselényi Miklós, az „árvízi hajós” naplója; sajtó alá rend. Rubinyi Mózes irányításával a szf. VI. kerületi fiú felső kereskedelmi isk. ifjúsága, előszó Bankó Lajos; Egyetemi Ny., Budapest., 1938 (Magyar irodalmi ritkaságok)
- Wesselényi Miklós válogatott munkái; összeáll., előszó Gál István; Magyar Népművelők Társasága, Budapest, 1944 (Magyar klasszikusok)
- Balítéletekről; (szemelvények) vál., bev., jegyz. Veress Dániel; Kriterion, Bukarest, 1974 (Téka)
- Széchenyi István–Wesselényi Miklós: Feleselő naplók. Egy barátság kezdetei; vál., szerk., tan., jegyz. Maller Sándor, ford. Jékely Zoltán et al.; Helikon, Budapest, 1986
- Balítéletekről; Közgazdasági és Jogi, Budapest, 1986 (A társadalomtudományok magyar klasszikusai)
- Szózat a magyar és szláv nemzetiség ügyében; szöveggond., jegyz. Deák Ágnes, előszó Dénes Iván Zoltán; Európa, Budapest, 1992 (Bibliotheca historica)
- Wesselényi Miklós; vál., bev., jegyz. Fónagy Zoltán; Új Mandátum, Budapest, 1999 (Magyar szabadelvűek)
- Útinapló, 1821–1822; Ad Librum, Budapest, 2008 (Régi utazások)

## Wesselényi Miklós emlékezete Erdélyben

### 1918 előtt
Ifj. báró Wesselényi Miklós személye és műve több vonatkozásban is fontos eleme volt az erdélyi magyarság múlt-tudatának: szerepet játszott az 1848-as forradalmat megelőző erdélyi reformmozgalmakban, röpiratai (különösen a Balítéletek és a Szózat a magyar és szláv nemzetiség ügyében) alapelveit szögezték le a mindenkori erdélyi politikának, azonkívül személyes sorsa (bebörtönzése és a börtönben való megvakulása) emberileg is felkeltette az utókor rokonszenvét.
Halála után erdélyi kortársai közül az első, aki életéről összefoglalást adott, Szilágyi Sándor volt A magyar forradalom férfiai 1848/49-ben című, névtelenül megjelent munkájában (Pest, 1850), majd Teleki Domokos akadémiai emlékbeszédében (Pesti Napló, 1860. október 17–20.), Zilahy Károly pedig a Vasárnapi Ujságban írott cikkében (1860/3) idézte fel emlékét. Életéről és művéről aztán a kiegyezés után, elsősorban a K. Papp Miklós szerkesztette kolozsvári Történeti Lapokban kezdtek sorra megjelenni a tanulmányok és forrásközlések (A b. Wesselényi család zsibói levéltárának irodalmi kincsei. 1874. 10; Jakab Elek: Wesselényi Miklós hűtlenségi bűnpere. 1875–1876. 29; levelezése Széchenyivel, Ioan Lemeny fogarasi ortodox püspökkel, Csengery Antallal. 1874). Ferenczi Zoltán az Erdélyi Múzeumban közölte levelezését Kemény Zsigmonddal, Kazinczy Gáborral (1899. 660–664; 1901. 426–444), az ItK-ban Jósika Miklóssal, Vörösmarty Mihállyal, Kemény Zsigmonddal (1900. 351–366; uo. 440–444; 1901. 348–364. és 468–484), a Történeti Tárban Deák Ferenccel (1904. 292–355), az Akadémiai Értesítőben Széchenyi Istvánnal (1906. 101–121), s fontos adalékkal szolgált élet- és jellemrajzához az a 60 levél is, amelyet Wesselényi Kiss Károlynak írt, s amelyeket Urházy György közölt a Szilágy 1884–86-i számaiban, 14 közleményben.
Az életét és művét közönség elé táró önálló kiadványok vagy folyóirat-közlemények sorában is ott találjuk az erdélyieket: Kincs Gyula a zilahi református kollégiummal való kapcsolatát tárta fel (A nagy Wesselényi és a zilahi gymnasium. Zilah 1896), Benedek Elek a Nagy magyarok élete c. kötetében (Budapest, 1910) szentelt neki külön fejezetet, önálló kiadásban is megjelent Petri Mór Báró Wesselényi Miklós és munkái című műve (Kolozsvár, 1903); Jakab Elek A Honban (1873. október 1.), Szathmáry P. Károly (1889/1) és Szász Károly a Vasárnapi Újságban (1884/26) írt róla, Kelemen Lajos az Erdélyben (1903/1) elevenítette fel 1836-os utazásainak, Váczy János az Erdélyi Múzeumban (1904. 1, 2, 3) ifjúságának eseményeit.
1902-ben Zilahon sor került Fadrusz János Wesselényi-szobrának leleplezésére, s ennek alkalmából Emlékkönyv is jelent meg (Zilah, 1903). Ennek kapcsán írta Ady Endre: „Wesselényi és a szegény munkás!… Fadrusz mester talán öntudatlanul szatírát faragott. Isteni gúnyolódás ez a szobor, de meg is ríkatja a lelkeket. Az a szobor anakronizmus, szemrehányás és szatíra. Wesselényi hiába nyújtja karját a szegény paraszt felé. Wesselényit nem értik már” (Nagyváradi Napló, 1902. szeptember 17.); később pedig: „…a graefenbergi vak embernél alig van tragikusabb magyar sorsú alakja a históriának… Rajta múlt volna csak, ma nem volna ez az ország feudálisabb, bizonytalanabb sorsú, mint valaha. (A) Balítéletek írója szabadabb lélek volt, mint akárki az ő korában” (Budapesti Napló, 1905. márc. 14.).

### 1918–1989 között
Az első világháború után elérkezett az idő egyes műveinek romániai kiadására: előbb 1821–22-es útinaplója jelent meg (Kolozsvár, 1925) s támasztott széles körű visszhangot az erdélyi irodalmi sajtóban, majd az Erdély öröksége 9. kötetébe (Budapest, 1942) egy nagyobb válogatás került be írásaiból, s az Erdélyi Ritkaságok sorozatban Jancsó Elemér teljes szövegével adta ki röpiratát (Szózat a magyar és szláv nemzetiség ügyében. Kolozsvár, 1944). Kristóf György Petőfi és báró Wesselényi címmel közölt tanulmányt (Hírnök, 1924/10), Imre Sándor, a kolozsvári Református kollégium egykori tanára az Erdélyi Helikonban (1930. 389–395) és a Pásztortűzben (1936. 212–214), Krenner Miklós a Magyar Nemzetben (1942. szeptember 20.) elevenítette fel alakját, s ugyancsak az Erdélyi Helikonban Vécsey Zoltán idézte fel Wesselényi börtöneit (1943/1, 2); Gál István az Erdélyi csillagok 2. kötetében (Kolozsvár, 1942) közölt róla közel félszáz oldalas tanulmányt, a Hitel pedig, mintegy felkészítendő a háború baljóslatú fordulata után várható helyzetre, három alkalommal is foglalkozott politikai nézeteivel, különösen azok nemzetiségi vonatkozásaival
A második világháborút követő évtizedekben sokáig nem esett szó róla. Az elhallgatást a Wesselényi gazdasági nézeteit elemző Csetri Elek szakította meg, aki 1956-ban két gazdaságtörténeti tanulmányában foglalkozott a zsibói uradalom gépesítésének egykorú szintjével, illetve egy Wesselényi nevéhez köthető 1832-es jobbágyfelszabadítási kísérlettel. Ezt követően azonban csak az 1970-es évek elején kerülhetett sor a „közvéleményünk nemzetiségi történelmi tudatából kihullott nagy személyiség rehabilitálására” (Veress Dániel), amikor a progresszív hagyományokat újból idézni lehetett Romániában anélkül, hogy azokkal a nacionalizmus vádját magára vonta volna a magyar kisebbség. Veress Dániel előbb egy sikeres történelmi dráma (Graefenbergi éjszakák. Bem. Sepsiszentgyörgy, 1971. december 25.) főhőséül választotta (később a Móra Ferenc Könyvkiadó „Így élt…” sorozata számára ifjúságnak szánt életrajzot is írt Wesselényiről. Budapest, 1983), majd a Wesselényi-dráma kötetben való megjelenésével egyazon évben a Balítéletekből kötetet is összeállított (Bukarest, 1973. Téka). Ennek bevezetőjében azt a Wesselényit idézte, aki sok kortársánál élesebben ítélte el a jobbágyság elnyomását és kiszipolyozását, ostorozta a gazdasági és politikai elmaradottságot s egy nemesi-polgári állam törvénykezésének keretében kívánta, forradalom nélkül, az országot a társadalmi haladás pályájára állítani. A bevezetőben a szerző hivatkozik arra a hatpontos törvényjavaslatra is, amelyet a nemzetiségek önazonosságának megőrzése érdekében Wesselényi a Szózat…-ban fogalmazott meg, és arra a másik, 1848. augusztus 25-én előterjesztett törvényjavaslatra, amely „a román ajkúak ügyében” kívánt a küszöbön álló véres nemzetiségi konfliktust megelőző intézkedéseket tenni. Wesselényi-képét méltatva azonban Bretter György – egy Veress Dániel drámájáról írt és kéziratban maradt recenziójában – a benne megtestesülő történelemszemlélet fogyatékosságára is rámutatott: „Veress – írta – tisztában van Wesselényi megállapításainak aktualitásával, ám mindent elkövet, hogy kommentárjaiban ne aktualizáljon, noha a szemléltetésre kiválasztott idézetek mégis ezt a célt szolgálják. Ez a furcsa kettősség abból a gyötrő ellentmondásból származik, amely olyannyira jellemzi közírásunkat: elméleti távlatok helyett a történelemre hagyatkozunk, csakhogy a történelem már megtörtént, s ha az »elméleti« álláspontot visszafelé igazoljuk, akkor a végeredmény csak valamilyen empirikus leírás lehet.”

### 1989 után
Az 1989-es változást követően történészeknek és irodalmároknak egyaránt jutott feladat Wesselényi örökségének értékelésében. Egyed Ákos Erdély-történeti kutatásai összefüggésében (Wesselényi és a jobbágyfelszabadítás Erdélyben 1848-ban. Erdélyi Múzeum, 1996/3–4), Csetri Elek az erdélyi gazdasági gondolkodás történetének feltárása során (Wesselényi Miklós, a gazdasági reformer. In: Az erdélyi magyar gazdasági gondolkodás múltjából. XIX–XX. század. Kolozsvár, 2001) foglalkozott a Wesselényi-örökséggel. A politikus születésének 200. évfordulóján Lászlóffy Aladár esszéje idézte emlékét (Zsibótól – Zsibóig. Helikon, 1997/1). Csetri Elek ez alkalommal Wesselényiről, az íróról közölt tanulmányt. Veress Dániel néhány évvel később kötetben gyűjtötte össze Wesselényi-tanulmányait (Férfibú és történeti gyász. Glosszák Wesselényi Miklós életéhez, művéhez, eszmevilágához. Csíkszereda, 2000). A reformkori politikus személye is előtérbe került a kolozsvári Mátyás-szobor felavatásának centenáriuma idején, amikor Murádin Jenőnek Fadrusz János művét is idéző könyvében (Fadrusz. Két szobor száz éve. Kolozsvár, 2002. 52–70) a zilahi Wesselényi-szobor születésével és sorsával is megismerkedhettünk. Ugyanabban az évben került közlésre Venczel József hagyatékából az ifjú Wesselényi levéltárát bemutató munkája.

## Származása
| hadadi b. Wesselényi Miklós (Zsibó, 1796. dec. 30.– Pest, 1850. ápr. 21.) politikus, az MTA tagja | Apja: b. Wesselényi Miklós (Zsibó, 1750. dec. 11.– Zsibó, 1809. okt. 25.) katona, politikus | Apai nagyapja: b. Wesselényi István (1708.– 1757. ápr. 11..) cs. k. kapitány                         | Apai nagyapai dédapja: b. Wesselényi István (Gerend, 1674. aug. 21.– Kolozsvár, 1734. ápr. 27.) főispán |
| hadadi b. Wesselényi Miklós (Zsibó, 1796. dec. 30.– Pest, 1850. ápr. 21.) politikus, az MTA tagja | Apja: b. Wesselényi Miklós (Zsibó, 1750. dec. 11.– Zsibó, 1809. okt. 25.) katona, politikus | Apai nagyapja: b. Wesselényi István (1708.– 1757. ápr. 11..) cs. k. kapitány                         | Apai nagyapai dédanyja: losonci gr. Bánffy Kata (Válaszút, 1684.– Kékes, 1734. aug. 12.)                |
| hadadi b. Wesselényi Miklós (Zsibó, 1796. dec. 30.– Pest, 1850. ápr. 21.) politikus, az MTA tagja | Apja: b. Wesselényi Miklós (Zsibó, 1750. dec. 11.– Zsibó, 1809. okt. 25.) katona, politikus | Apai nagyanyja: vargyasi b. Daniel Polixénia (Szászvessződ, 1720. jan. 14.– Zsibó, 1775. szept. 24.) | Apai nagyanyai dédapja: b. Daniel István (1684.– 1774. máj. 29.) főkirálybíró                           |
| hadadi b. Wesselényi Miklós (Zsibó, 1796. dec. 30.– Pest, 1850. ápr. 21.) politikus, az MTA tagja | Apja: b. Wesselényi Miklós (Zsibó, 1750. dec. 11.– Zsibó, 1809. okt. 25.) katona, politikus | Apai nagyanyja: vargyasi b. Daniel Polixénia (Szászvessződ, 1720. jan. 14.– Zsibó, 1775. szept. 24.) | Apai nagyanyai dédanyja: gr. Pekry Polixénia                                                            |
| hadadi b. Wesselényi Miklós (Zsibó, 1796. dec. 30.– Pest, 1850. ápr. 21.) politikus, az MTA tagja | Anyja: nagyajtai Cserey Heléna (Kraszna, 1754.– Zsibó, 1830. dec. 13.)                      | Anyai nagyapja: Cserey Farkas (1719–1782) udvari kancellári tanácsos                                 | Anyai nagyapai dédapja: Cserey János                                                                    |
| hadadi b. Wesselényi Miklós (Zsibó, 1796. dec. 30.– Pest, 1850. ápr. 21.) politikus, az MTA tagja | Anyja: nagyajtai Cserey Heléna (Kraszna, 1754.– Zsibó, 1830. dec. 13.)                      | Anyai nagyapja: Cserey Farkas (1719–1782) udvari kancellári tanácsos                                 | Anyai nagyapai dédanyja: László Erzse                                                                   |
| hadadi b. Wesselényi Miklós (Zsibó, 1796. dec. 30.– Pest, 1850. ápr. 21.) politikus, az MTA tagja | Anyja: nagyajtai Cserey Heléna (Kraszna, 1754.– Zsibó, 1830. dec. 13.)                      | Anyai nagyanyja: csíkszenttamási Boros Katalin                                                       | Anyai nagyanyai dédapja: n.a.                                                                           |
| hadadi b. Wesselényi Miklós (Zsibó, 1796. dec. 30.– Pest, 1850. ápr. 21.) politikus, az MTA tagja | Anyja: nagyajtai Cserey Heléna (Kraszna, 1754.– Zsibó, 1830. dec. 13.)                      | Anyai nagyanyja: csíkszenttamási Boros Katalin                                                       | Anyai nagyanyai dédanyja: n.a.                                                                          |